# Liste der wissenschaftlichen Akademien
Die Liste der wissenschaftlichen Akademien gibt eine Übersicht über die existierenden Akademien der Wissenschaften. Als Gelehrtengesellschaften dienen sie der Förderung wissenschaftlicher Forschung. Die Mitglieder einer nationalen oder internationalen Akademie der Wissenschaften gelten i. d. R. als anerkannte Spitzenwissenschaftler. So befinden sich beispielsweise in der Europäischen Akademie der Wissenschaften und Künste Stand 2012 laut Statistik der Akademie 29 Nobelpreisträger. Man kann sich normalerweise auch nicht selbst bewerben, sondern wird, z. B. aufgrund Verdiensten für Forschung und Gesellschaft, von einer Auswahlkommission nominiert und dann von der Akademie gewählt (siehe dazu auch die unterschiedlichen Mitteilungen über neue Mitgliedsaufnahmen vom Infodienst der Wissenschaften idw oder von den Hochschulen). Die Mitgliedschaft dürfte daher für die Betroffenen meist eine Auszeichnung und Würdigung ihrer wissenschaftlichen Arbeit sein.

## International
- Academia Europaea mit Sitz in London
- African Academy of Sciences
- All European Academies ALLEA, Zusammenschluss von nationalen Akademien der Wissenschaften in Europa
- Arab Academy for Science and Technology and Maritime Transport
- Europäische Akademie der Wissenschaften und Künste (Academia Scientiarum et Artium Europaea)
- European Academy of Sciences (Europäische Akademie der Wissenschaften, Brüssel)
- Islamic World Academy of Sciences (IAS)
- Päpstliche Akademien
- The World Academy of Sciences (TWAS) mit Sitz in Triest, Italien

## Afrika

### Ghana
- Ghana Academy of Arts and Sciences (Ghanaische Akademie der Künste und Wissenschaften)

### Südafrika
- Academy of Science of South Africa
- Royal Society of South Africa

## Asien und Ozeanien

### Australien
- Australian Academy of Science (1954)
- Australian Academy of the Humanities (1969)
- Academy of the Social Sciences in Australia (1971)
- Sciences and Engineering|Australian Academy of Technological Sciences and Engineering (1974)
- National Academies Forum (1995)

### Indien
- National Academy of Sciences India
- Indische Akademie der Wissenschaften

### Indonesien
- Indonesian Institute of Sciences

### Iran
- Academy of Sciences of Iran

### Israel
- Israelische Akademie der Wissenschaften

### Japan
- Japanische Akademie der Wissenschaften

### Kasachstan
- Kasachische Akademie der Wissenschaften (1945)

### Kirgisistan
- Kirgisische Akademie der Wissenschaften

### Neuseeland
- Royal Society of New Zealand (1851), Auckland

### Mongolei
- Mongolische Akademie der Wissenschaften

### Republik China (Taiwan)
- Academia Sinica

### Usbekistan
- Akademie der Wissenschaften der Republik Usbekistan

### Volksrepublik China
- Chinesische Akademie der Wissenschaften
- Chinesische Akademie der Sozialwissenschaften
- Chinesische Akademie der Ingenieurwissenschaften
- Tibetische Akademie für Gesellschaftswissenschaften

## Europa

### Albanien
- Albanische Akademie der Wissenschaften, Tirana (gegründet 1972)

### Armenien
- Armenische Nationale Akademie der Wissenschaften, Jerewan (gegründet 1943)

### Aserbaidschan
- Nationale Akademie der Wissenschaften Aserbaidschans

### Belarus
- Nationale Akademie der Wissenschaften von Belarus

### Belgien
- Académie royale des Sciences, des Lettres et des Beaux-Arts de Belgique (Überbegriff)
  - Académie royale de médecine de Belgique
  - Académie royale des Sciences d'Outre-Mer
- Königliche Akademie der Wissenschaften und Schönen Künste von Belgien
- The Royal Academies for Science and the Arts of Belgium
- Koninklijke Vlaamse Academie van België voor Wetenschappen en Kunsten (Überbegriff)
- Koninklijke Academie voor Nederlandse Taal- en Letterkunde
- Koninklijke Academie voor Geneeskunde van België
- Koninklijke Academie voor Overzeese Wetenschappen

### Bosnien und Herzegowina
- Academy of Sciences and Arts of Bosnia and Herzegovina

### Bulgarien
- Bulgarische Akademie der Wissenschaften, Sofia (gegründet 1869 in Braila)

### Dänemark
- Det Kongelige Danske Videnskabernes Selskab, Kopenhagen (gegr. 1742)
- Akademiet for de Tekniske Videnskaber / Danish Academy of Technical Sciences – ATV

### Deutschland

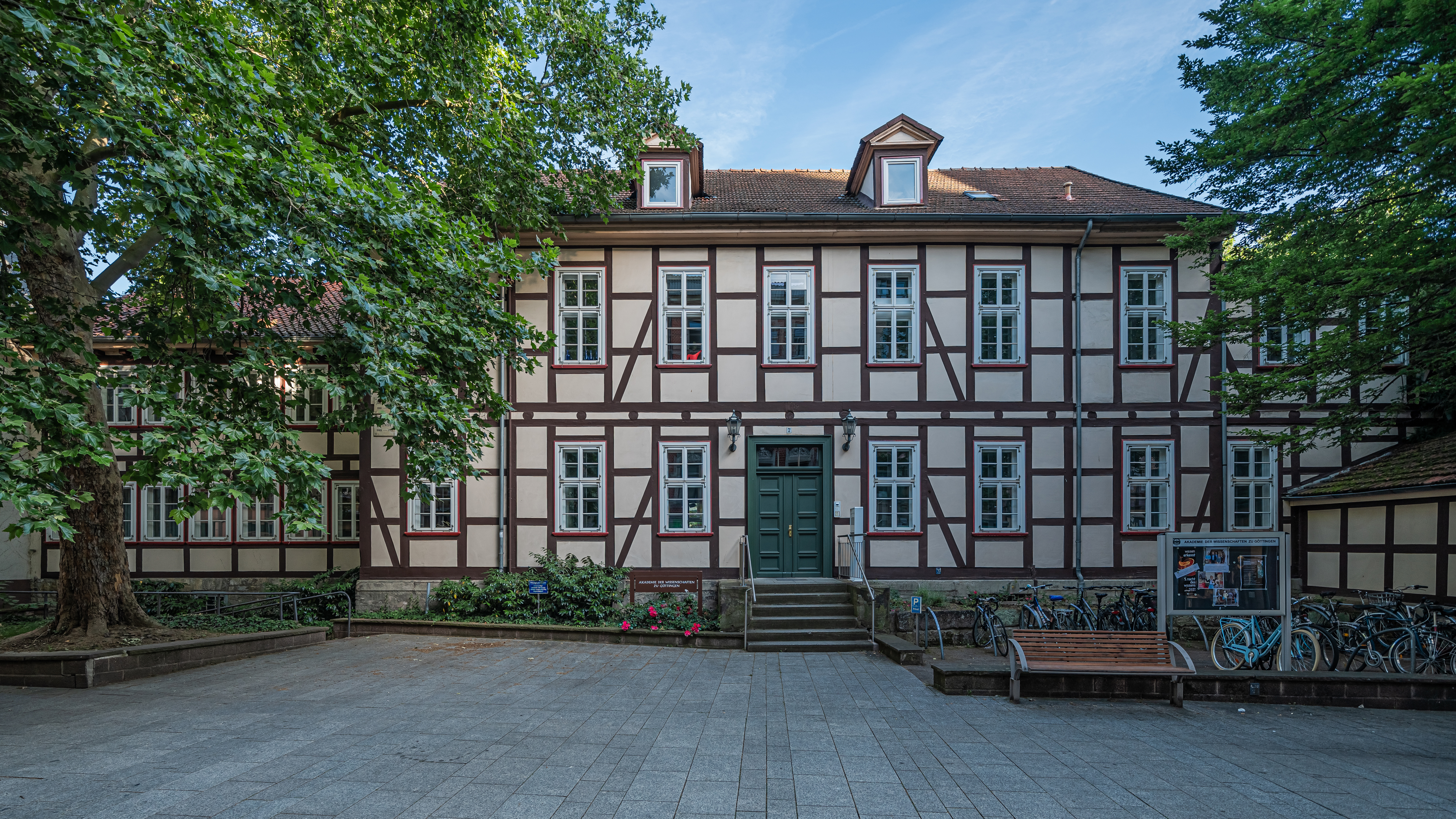
Akademie der Wissenschaften zu Göttingen

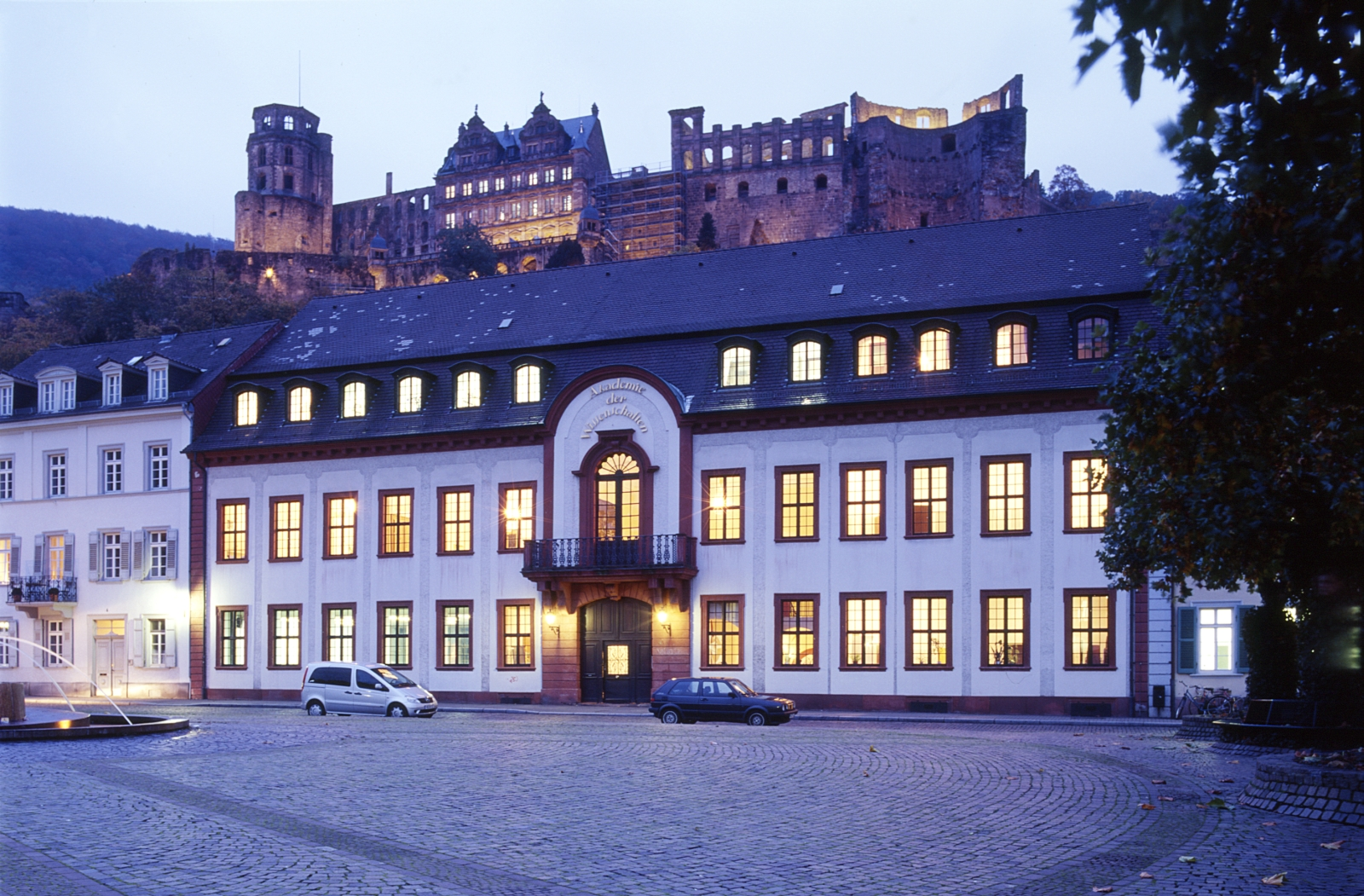
Heidelberger Akademie der Wissenschaften

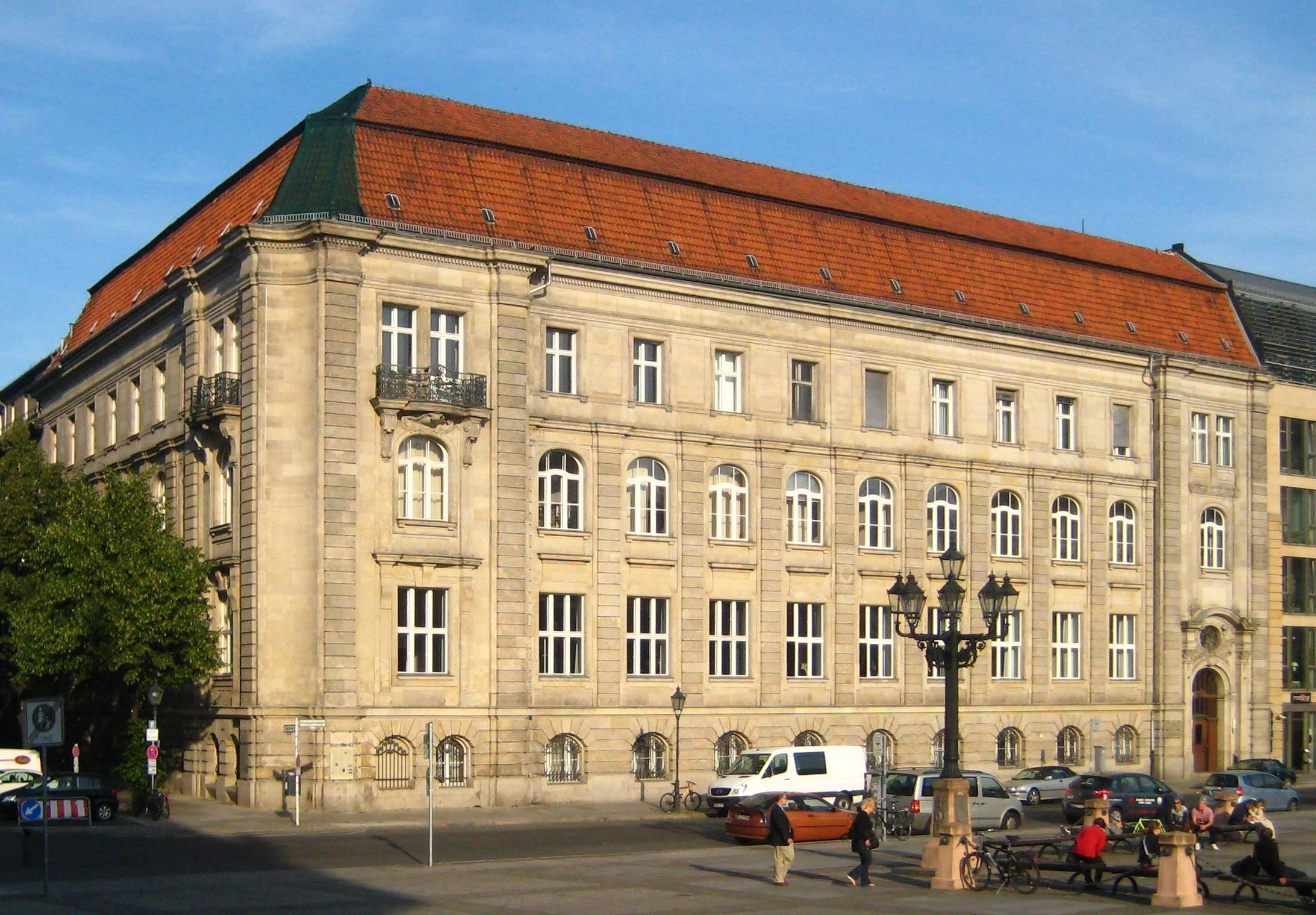
Berlin-Brandenburgische Akademie der Wissenschaften in Berlin-Mitte

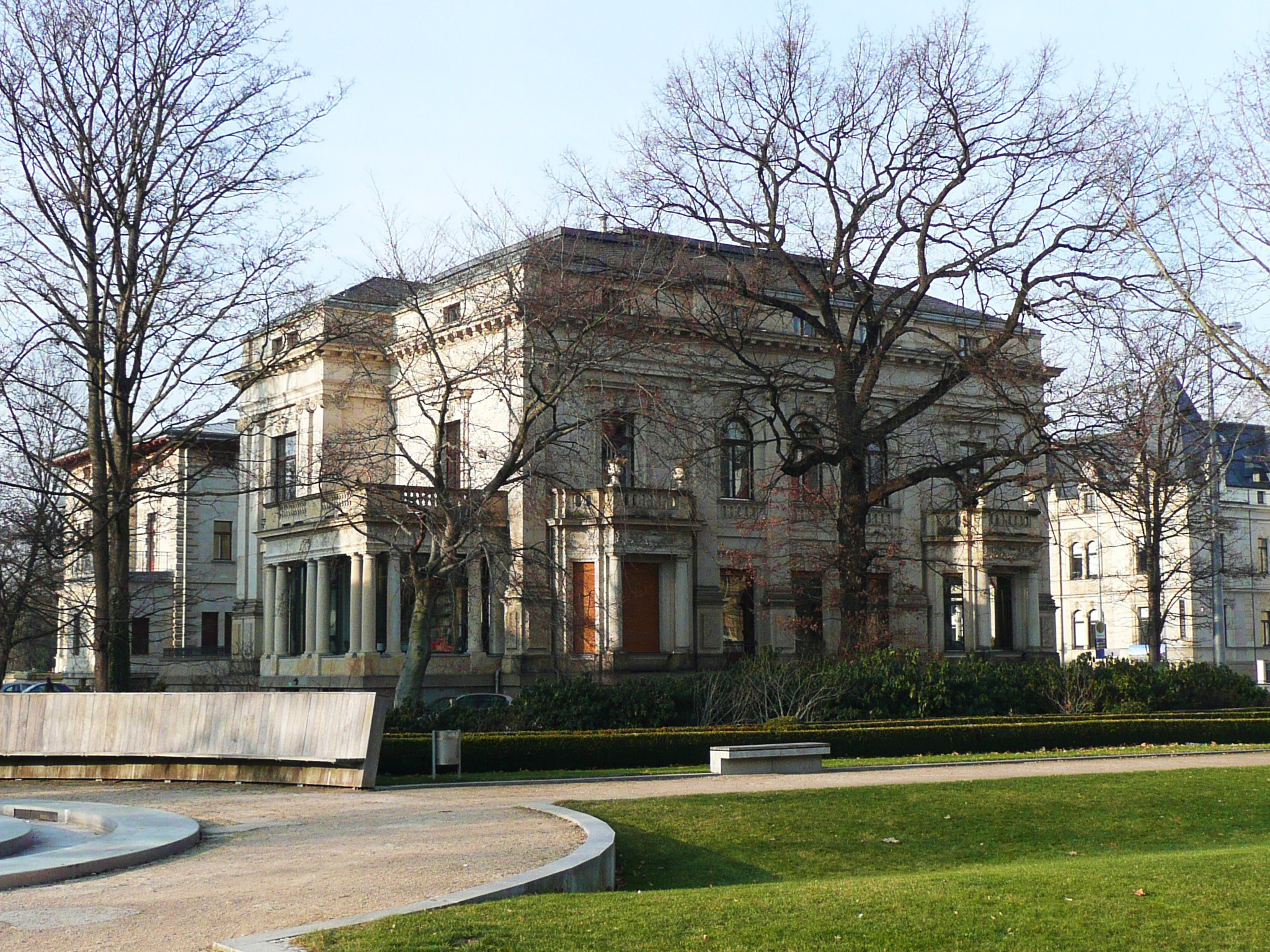
Sächsische Akademie der Wissenschaften zu Leipzig

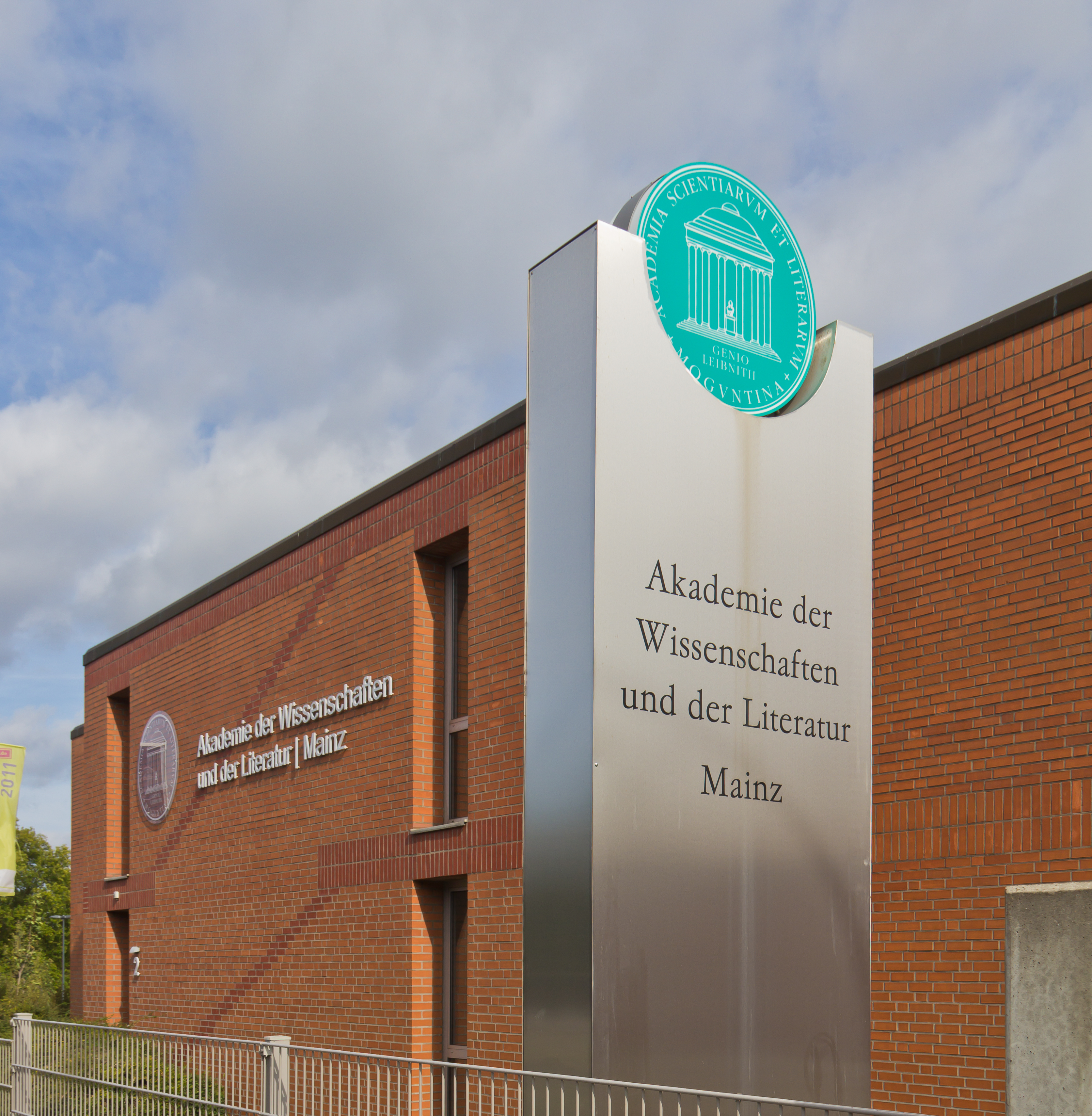
Akademie der Wissenschaften und Literatur in Mainz

- Akademie der Wissenschaften in Hamburg, seit 2005
- Akademie der Wissenschaften und der Literatur, Mainz, seit 1949
- Akademie der Wissenschaften zu Göttingen, seit 1751
- Akademie für Raumentwicklung in der Leibniz-Gemeinschaft (ARL), seit 1953
- Akademie gemeinnütziger Wissenschaften zu Erfurt, seit 1754, gegründet als Kurmainzische Akademie
- Bayerische Akademie der Wissenschaften, seit 1759
- Berlin-Brandenburgische Akademie der Wissenschaften, seit 1993, hervorgegangen aus:
  - Preußische Akademie der Wissenschaften, 1700 von Gottfried Wilhelm Leibniz gegründet als Kurfürstlich-Brandenburgische Societät der Wissenschaften
  - Königlich-Preußische Akademie der Wissenschaften, seit 1812
  - Deutsche Akademie der Wissenschaften zu Berlin, 1946 bis 1972, von 1972 bis 1991 unter dem Namen Akademie der Wissenschaften der DDR
- Braunschweigische Wissenschaftliche Gesellschaft, seit 1943
- Deutsche Akademie der Naturforscher Leopoldina zu Halle (Saale), seit 1652; bis Juli 2008 Deutsche Akademie der Naturforscher
- Deutsche Akademie der Technikwissenschaften, seit 2008, gegründet 2002 als Konvent
- Heidelberger Akademie der Wissenschaften, seit 1763, gegründet als Kurpfälzische Akademie der Wissenschaften
- Nordrhein-Westfälische Akademie der Wissenschaften und der Künste zu Düsseldorf, seit 1970
- Oberlausitzische Gesellschaft der Wissenschaften, seit 1779
- Sächsische Akademie der Wissenschaften zu Leipzig, seit 1846
- Sudetendeutsche Akademie der Wissenschaften und Künste, seit 1979

Siehe auch:
- Junge Akademie an der Berlin-Brandenburgischen Akademie der Wissenschaften und der Deutschen Akademie der Naturforscher Leopoldina, seit 2000
- Union der deutschen Akademien der Wissenschaften (Verbund)

Historisch (chronologisch):
- Naturforschende Gesellschaft in Danzig (1743–1936)
- Kurpfälzische Akademie der Wissenschaften in Mannheim (1763–1803)
- Physikalisch-ökonomische Gesellschaft zu Königsberg (1792–1945)
- Schlesische Gesellschaft für vaterländische Kultur zu Breslau (1803–1945)
- Königsberger Gelehrte Gesellschaft (1924)
- Staatsakademie für Rassen- und Gesundheitspflege (1934–1945)
- Akademie der Pädagogischen Wissenschaften der DDR (1970–1991)
- Akademie der Wissenschaften zu Berlin (1987–1990)

### Estland
- Estnische Akademie der Wissenschaften (Eesti Teaduste Akadeemia), (1938) in Tallinn
- Gelehrte Estnische Gesellschaft (Õpetatud Eesti Selts), (1838) in Tartu

### Finnland
- Finnische Akademie der Wissenschaften (Suomalainen tiedeakatemia)
- Finnische Wissenschaftliche Gesellschaft (Finska Vetenskaps-Societeten = Suomen Tiedeseura = Societas Scientiarum Fennica)
- Teknillisten Tieteiden Akatemia
- Svenska Tekniska Vetenskapsakademien i Finland
- Akademie von Finnland (Wissenschaftsförderorgan)

### Frankreich
- Académie des sciences, Paris, seit 1666 (Jean-Baptiste Colbert)
- Institut de France (1795), Paris
- Centre national de la recherche scientifique (CNRS)
- Académie des technologies

### Georgien
- Georgische Akademie der Wissenschaften, Tiflis

### Griechenland
- Akademie von Athen (1926)
- Technical Chamber of Greece

### Irland
- Royal Irish Academy
- The Irish Academy of Engineering – IAE

### Italien
- Accademia Nazionale dei Lincei (1603), Rom
- Accademia dei Segreti (1560), Neapel
- Accademia Lucchese di Scienze, Lettere ed Arti (16. Jh.), Lucca
- Galilei-Akademie der Wissenschaften und Künste (1599), Padua
- Accademia Nazionale Virgiliana (1768), Mantua
- Accademia Nazionale delle Scienze detta dei XL (1782), Verona
- Accademia Pontaniana (ca. 1443), Neapel
- Accademia delle Scienze di Torino (1783), Turin
- Accademia Toscana di Scienze e Lettere „La Colombaria“ (1735), Florenz
- Accademia delle Scienze dell’Istituto di Bologna, (1714), Bologna
- Istituto Lombardo Accademia di Scienze e Lettere (1838), Mailand

### Kroatien
- Kroatische Akademie der Wissenschaften und Künste (1848), Zagreb
- Akademija tehničkih znanosti Hrvatske (Croatian Academy of Engineering)

### Lettland
- Lettische Akademie der Wissenschaften (Latvijas Zinātņu akadēmijas)

### Liechtenstein
- Liechtenstein Physical Society

### Litauen
- Litauische Akademie der Wissenschaften, Vilnius
- Litauische Katholische Akademie der Wissenschaften

### Mazedonien
- Mazedonische Akademie der Wissenschaften und Künste

### Republik Moldau
- Moldauische Akademie der Wissenschaften

### Montenegro
- Montenegrinische Akademie der Wissenschaften und Künste (1973)

### Niederlande
- Königlich-Niederländische Akademie der Wissenschaften, Amsterdam
- Netherlands Academy of Technology and Innovation – AcTI

### Norwegen
- Norwegische Akademie der Wissenschaften, Oslo (1857)
- Det Kongelige Norske Videnskabers Selskab, Trondheim 1760
- Akademie der Wissenschaften Agder, Kristiansand 1962
- Norges Tekniske Vitenskaps akademi, Trondheim

### Österreich
- Österreichische Akademie der Wissenschaften, seit 1847

### Polen
- Polnische Akademie der Wissenschaften, Warschau (1951)
- Polska Akademia Umiejętności, Krakau (1872)
- Collegium Nobilium (Warschau) (1740)

### Portugal
- Lissabonner Akademie der Wissenschaften (Academia das Ciências de Lisboa)[1]
- Academia de Engenharia[2]

### Rumänien
- Rumänische Akademie, Bukarest (1866)
- Akademie der technischen Wissenschaften Rumäniens

### Russland
- Russische Akademie der Wissenschaften (RAW), Sankt Petersburg (seit 1724), verlegt nach Moskau (1934). Die zwei ehemaligen Akademien wurden in 2013 als Abteilungen an die RAW angeschlossen:
  - Russische Akademie der landwirtschaftlichen Wissenschaften, Moskau (1929–2013)
  - Russische Akademie der medizinischen Wissenschaften, Moskau (1944–2013)
- Russische Akademie der Bildung, Moskau (seit 1943)
- Russische Akademie der Architektur und der Bauwissenschaften, Moskau (seit 1992)
- Russische Kunstakademie, Moskau (1757–1917, danach seit 1947)
- Russische Akademie der Naturwissenschaften, Moskau (gegr. 1990)[3]

### Schweden
- Königliche Akademien in Schweden (Verbund)
  - Königlich Schwedische Akademie der Ingenieurwissenschaften (Kungliga Ingenjörsvetenskapsakademien)
  - Königliche Gustav-Adolfs-Akademie für schwedische Volkskultur
  - Königliche Marineoffiziersgesellschaft (Kungliga Örlogsmannasällskapet)
  - Königlich Schwedische Akademie der Militärwissenschaft (Kungliga Krigsvetenskapsakademien)
  - Königlich Schwedische Akademie der Wissenschaften, Stockholm, Ernennung der Nobelpreisträger in Physik und Chemie
  - Königlich Schwedische Akademie für Forst- und Landwirtschaft (Kungliga Svenska Akademien och skogsbruksministeriet)
  - Kungliga Vitterhets Historie och Antikvitets Akademien (Königlich Schwedische Akademie für Literatur, Geschichte und Altertümer)
  - Schwedische Akademie, Stockholm (1786), Ernennung der Nobelpreisträger in Literatur
- Vetenskapssocieteten i Lund (1920)

### Schweiz
- Naturforschende Gesellschaft in Zürich (NGZH), seit 1746
- Akademien der Wissenschaften Schweiz (Verbund)
  - Akademie der Naturwissenschaften Schweiz (SCNAT), seit 1815
  - Schweizerische Akademie der Medizinischen Wissenschaften (SAMW), seit 1943
  - Schweizerische Akademie der Geistes- und Sozialwissenschaften (SAGW), seit 1946
  - Schweizerische Akademie der Technischen Wissenschaften (SATW), seit 1981

### Serbien
- Serbische Akademie der Wissenschaften und Künste

### Slowakei
- Slowakische Akademie der Wissenschaften, Bratislava (1942)

### Slowenien
- Slowenische Akademie der Wissenschaften und Künste, Ljubljana (1938)
- Inženirska akademija Slovenije / Slovenian Academy of Engineering – IAS

### Spanien
- Real Academia de Ciencias Exactas, Físicas y Naturales
- Real Academia de Ciencias Morales y Políticas
- Real Academia de la Historia
- Real Academia Española
- Real Academia Nacional de Medicina
- Real Academia de Ingeniería de España (RAI)

### Tschechien
- Tschechische Akademie der Wissenschaften und Künste (1890–1952)
- Tschechoslowakische Akademie der Wissenschaften (1952–1992)
- Akademie der Wissenschaften der Tschechischen Republik (1992)
- Gelehrte Gesellschaft der Tschechischen Republik (1994)
- Collegium Nobilium (Collegium Nobilium (Olomouc), a college established in 1725 in Olomouc, Moravia)
- Inženýrská akademie České republiky, o.s./ Engineering Academy of the Czech Republic – EA CR

### Türkei
- Beşiktaş Cemiyet-i İlmiyesi (19. Jahrhundert)
- Encümen-i Daniş (1851–1862)
- Osmanische Wissenschaftliche Gesellschaft (1861–1882)
- Gesellschaft für osmanische Geschichte (Osmanlı Tarihi Derneği) (ab 1908)
- Türkiye Bilimler Akademisi (Türkische Akademie der Wissenschaften)
- TÜBITAK, Wissenschafts- und Technologieforschungsrat der Türkei

### Ukraine
- Nationale Akademie der Wissenschaften der Ukraine, Kiew (1918)
- Wissenschaftliche Gesellschaft Schewtschenko, Lwiw (1873)

### Ungarn
- Ungarische Akademie der Wissenschaften, Budapest (gegründet 1825 in Pressburg/Bratislava)
- Magyar Mérnökakadémia (Hungarian Academy of Engineering)

### Vereinigtes Königreich
- Royal Society, London, seit 1660 (Christopher Wren)
- Royal Society of Edinburgh, seit 1783
- British Academy
- Royal Historical Society

## Nord- und Südamerika

### Argentinien
- Academia Nacional de Ciencias (Córdoba)

### Bolivien
- Academia Nacional de Ciencias de Bolivia
- Academia Boliviana de Ciencias Económicas

### Brasilien
- Brasilianische Akademie der Wissenschaften (Academia Brasileira de Ciências)
- Academia Brasileira de Letras

### Chile
- Academia Chilena de Ciencias

### Costa Rica
- Academia Nacional de Ciencias de Costa Rica

### Kanada
- Royal Society of Canada, Ottawa, seit 1882
- Royal Heraldry Society of Canada, Ottawa, seit 1966

### Kolumbien
- Academia Colombiana de Ciencias Exactas Fisicas y Naturales

### Kuba
- Academia de Ciencias de Cuba

### Mexiko
- Academia Mexicana de Ciencias (1959), Mexiko-Stadt

### Nicaragua
- Academia Nicaragüense de Ciencias Genealógicas

### Paraguay
- Academia Paraguaya de la Historia

### Peru
- Academia Nacional de Ciencias del Perú

### Vereinigte Staaten
- American Academy of Arts and Sciences, seit 1780
- California Academy of Sciences, seit 1853
- National Academy of Engineering, seit 1964
- National Academy of Sciences, seit 1863, (Abraham Lincoln)
- New York Academy of Sciences, seit 1817

### Uruguay
- Academia de Historia Aeronáutica del Uruguay

### Venezuela
- Academia de Ciencias Físicas, Matemáticas y Naturales de Venezuela